# GigaPix
O GigaPIX é um ponto de troca de tráfego de internet português sem fins lucrativos, criado em outubro de 1995  como Pix, e renomeado para atual designação em 2001.  O GigaPIX é gerido e operado pela FCT|FCCN, visando aumentar a qualidade das conexões de internet em Portugal, evitando o uso de links internacionais para tráfego local, economizando dinheiro e reduzindo custos. O GigaPIX opera como um Ponto de Troca de Tráfego Neutro, facilitando a comutação de tráfego de alta velocidade entre organizações conectadas, o que visa melhorar a qualidade das interconexões IP em Portugal. O GigaPIX é um membro fundador da EuroIX. 
Fisicamente, o GigaPIX dispõe de quatro Pontos de Troca em duas cidades diferentes, três em Lisboa e um no Porto, para melhorar a conectividade entre as redes locais portuguesas.

## Lista de Membros
A lista de membros do GigaPIX pode ser encontrada aqui .